# Charles E. Brady
Charles Eldon „Chuck“ Brady, Jr. (* 12. August 1951 in Pinehurst, North Carolina; † 23. Juli 2006 auf Orcas Island, Washington) war ein US-amerikanischer Astronaut.

## Leben
Brady studierte von 1969 bis 1971 Medizin an der University of North Carolina at Chapel Hill und erhielt 1975 einen Doktorgrad in Medizin von der Duke University. Sein medizinisches Praktikum absolvierte er anschließend am Hospital der University of Tennessee. Als Sportmediziner arbeitete er bis 1986 an der Iowa State University, der University of North Carolina und der East Carolina University.
1986 trat Brady der Navy bei und erhielt dort ein Training als Fliegerarzt. Danach arbeitete er unter anderem auf dem Flugzeugträger Ranger und auch bei der Kunstflugstaffel Blue Angels.

## Astronautentätigkeit
Im März 1992 wurde Brady als Astronautenkandidat von der NASA ausgewählt.

### STS-78
Am 20. Juni 1996 startete Brady als Missionsspezialist mit der Raumfähre Columbia zu dem bis dahin längsten Flug eines Space Shuttles. Aufgabe waren Schwerelosigkeits-Experimente im Life and Microgravity Spacelab (LMS), die als Grundlage für zukünftige Experimente auf der Internationalen Raumstation (ISS) benötigt wurden.

## Nach der NASA
1999/2000 studierte Brady an der University of Texas in Galveston für einen Master in Biologie und schied danach aus dem aktiven Dienst aus.
Am 23. Juli 2006 beging Brady in der Nähe seines Hauses auf der Insel Orcas Island Selbstmord. Er hinterließ seine Verlobte sowie ihren gemeinsamen vierjährigen Sohn.